# Элиасберг, Джен
Джен Элиасберг (англ. Jan Eliasberg, род. 6 января 1954) — американский режиссёр, сценарист и продюсер. Родилась в Нью-Йорке. С отличием окончила Уэслианский университет (1974), после чего получила степень магистра в Йельской школе драмы (1981).

## Биография
Свою карьеру начала как театральный режиссёр, с середины 1980-х годов работала на телевидении, снимая эпизоды таких сериалов, как «Кегни и Лейси», «Полиция Майами» (первая женщиной — режиссёром сериала) и «Закон Лос-Анджелеса». В 1988 году в качестве режиссёра начала снимать фильм студии 20th Century Fox «Как я попал в колледж», но после двух недель съёмок была уволена, что вызвало резонанс в прессе из-за замены её режиссёром-мужчиной. С тех пор она сняла лишь один фильм для крупной студии, триллер «После полуночи» (1991). Активная феминистка, Элиасберг с тех пор в интервью неоднократно заявляла, что в начале карьеры страдала от сексуальных домогательств со стороны мужчин — глав голливудских студий.
Наибольших успехов Элиасберг добилась в работе на телевидении: с 1991 по 1995 год она была постоянным режиссёром и сценаристом сериала «Сёстры», а в последующие годы работала над сериалами «Теперь в любой день», «Сильное лекарство», «Родители», «Сверхъестественное», «Мыслить как преступник» и «Нэшвилл».